# Старшая школа науки и техники имени Томаса Джефферсона
Школа науки и технологии имени Томаса Джефферсона (Старшая школа им. Томаса Джефферсона, англ. Thomas Jefferson High School for Science and Technology, TJHSST) — старшая школа с научно-техническим уклоном, расположенная в округе Фэрфакс, штат Вирджиния. Школа была основана в 1985 году с целью повышения качества образования в области науки и техники. Попасть в школу можно, пройдя большой конкурс. На сегодняшний день в рамках конкурсного отбора необходимо сдать вступительный экзамен, написать сочинение, иметь положительные рекомендации и показатели успеваемости.
Старшая школа им. Томаса Джефферсона входит в список, состоящий из 18 школ и программ для одаренных учеников штата Вирджиния, также школа является членом и соучредителем Национальной ассоциации специализированных учебных заведений (National Consortium for Specialized Secondary Schools of Mathematics, Science and Technology). С 2007 по 2013 гг. по версии издания U.S. News & World Report возглавляла список лучших государственных школ США. В 2014 г. и 2015 г. снова заняла первое место в ежегодном рейтинге «America's Top Schools» журнала Newsweek.
В настоящее время в школе производится капитальный ремонт, который должен быть завершен к концу 2016 года. Вход школы украсит копия купола Томаса Джефферсона Монтичелло. Во время реконструкции проводится капитальный ремонт помещений школы, многие из которых не обновлялись со времени строительства в 1964 году.

## Прием и зачисление
Старшая школа им. Томаса Джефферсона является школой последнего этапа среднего образования США, длящегося с 9 по 12 класс. Заявки на поступление в школу принимаются от обучающихся в школах близлежащих округов Северной Вирджинии.
После уплаты регистрационного взноса кандидаты на зачисление сдают экзамен, состоящий из математического теста и теста на интеллектуальные способности.  Второй этап вступительных испытаний состоит из написания эссе, в котором ученик рассказывает о своих достижениях  в области науки и техники (успеваемость, участие в различных конференциях и т.д.).  На этом же этапе ученики предоставляют приемной комиссии рекомендательные письма от своих преподавателей, которые также имеют немаловажное значения.
Конкурс при поступлении в школу чрезвычайно высок. По имеющимся данным в среднем в школу зачисляется 16% кандидатов от общего количества учеников, подавших заявки (зачисляется в школу 480 учеников, успешно прошедших вступительные испытания).

## Образовательная программа, научная деятельность
В образовательной программе упор сделан на изучение математических и естественных наук (искусственный интеллект, органическая химия, нейробиология, морская биология, исследование ДНК, квантовая механика).
Также сильна школа иностранных языков. Помимо традиционных для изучения немецкого, французского, испанского и латинского языков, преподаются также японский, китайский и русский языки. Раз в два года студенты Псковского государственного педагогического университета (Россия) в рамках образовательной программы посещают школу им. Томаса Джефферсона. Ежегодно в течение месяца в рамках программы обмена 10 учеников школы Chiben Gakuen (японская старшая школа,  известная своей программой бейсбола) обучаются в школе им. Томаса Джефферсона.
Развитию науки в школе уделяется повышенное внимание, поэтому активно ведутся научные исследования в различных областях, к которым привлекаются ученики выпускных классов. На сегодняшний день Школа оборудована лабораториями по направлениям:
- Астрономия и астрофизика
- Автоматизация и робототехника
- Биотехнология
- Химический анализ и Нанохимия
- Разработки веб-приложений (в том числе мобильных)
- Компьютерный дизайн
- Компьютерные системы
- Энергетические системы
- Микроэлектроника
- Неврология
- Океанография / Геофизические системы
- Квантовая физика и оптика
- Разработка прототипов и материалы

Школа также отличается выдающейся программой наставничества в области научных исследований. Через данную программу ученики школы принимают участие в исследованиях и проектах, инициируемых корпорациями, государственными учреждениями и ведущими ВУЗами США.

## Последние достижения

### Партнерство GMU
В марте 2004 года, TJHSST объявила о партнерстве с близлежащим Университетом Джорджа Мейсона. Среди предложений, изложенных в партнерстве являются перемещение TJHSST в кампус университета Джорджа Мейсона и преподавание университетскими профессорами в средней школе. Это предложение написано в 2007 году, когда университет Джорджа Мейсона решил построить конференц-центр в доступном месте. В 2005-2006 учебном году, небольшая группа учеников Томаса Джефферсона опробовали программу, в которой они изучали курсы уровня колледжа в школе информационных технологий и инженерии ЕХМС Volgenau. Сейчас ученики имеют возможность двойного зачисления для некоторых курсов на университетском уровне.    

### Проект TJ3Sat
TJHSST Курс системной инженерии разработан Cubesat был запущен 19 ноября 2013 года из Уоллопс в Вирджинии. Orbital Sciences Corporation пожертвовала CubeSat Kit  школе 6-го декабря 2006 года и обеспечила запуск спутника. После успешного запуска в 8:15 вечера, TJ3SAT стал первым спутником запущенным в космос, который был построен учениками средней школы. Запущенный спутник содержал 4-ваттный передатчик, работающий на любительских радиочастотах и преобразовывающий текст-в-речь модуль, чтобы позволить ему транслировать сообщения с кодировкой ASCII, отправленные на него из TJ.    

## Особенности и виды деятельности школы

### Computer Systems Lab
Computer Systems Lab (CSL, часто сокращается до "SYSLAB") в TJHSST - одна из очень немногих лабораторий вычислительной техники с суперкомпьтером, расположенных в школе. В 1988 году школьная команда получила суперкомпьютер ETA-10P на SuperQuest, национальном научном конкурсе для старшеклассников. ETA-10P был поврежден в результате протечки крыши в 1990-е годы. 4 декабря 2002 года Cray Inc. пожертвовал школе новый суперкомпьютер SV1, также известный как Seymour. Суперкомпьютеры используются в исследовательских проектах школьников и могут быть использованы  для учащихся курса продвинутого класса информатики под названием Parallel Computing (ранее Supercomputer Applications ). На протяжении последующего десятилетия вычислительная мощность Cray затмилась и CSL сейчас задействует несколько серверных кластеров для параллельных вычислений и школьных научно-исследовательских проектов.
Одним из аспектов этой лаборатории является вовлечение школьников. Начиная с 1990-х годов, ученики назначенные системным администратором (часто называют «сисадмины») поддерживали работу лабораторных рабочие станции и серверов, в том числе и отвечающих за электронную почту школы, веб-сайт и интранет, среди прочих сервисов. SYSLAB в настоящее время использует операционную систему Gentoo Linux на большинстве ресурсов CSL. На протяжении многих лет, слушатели курса исследований компьютерных систем,  также как и сисадмины работали над улучшением компьютерных ресурсов в школе. Программа дублеров системных администраторов создана для того, чтобы обучать начинающих сисадминов. Дублеры изучают общие задачи, такие как обслуживание рабочих станций и установки Linux, а также администрирование конкретных CSL процедур.

### Модель Организации Объединенных Наций
Клуб Модель Организации Объединенных Наций является крупнейшей регулярно встречающейся школьной организацией, численность которой примерно 150 постоянных участников. Ее основной состав включает в себя более 20 членов, в том числе Секретариат (Генерального секретаря, заместителя Генерального секретаря, сенатора и Арбитра). Клуб был успешным в национальных соревнованиях, конкурирующих за награды на конференциях, проводимых в Университете Вирджинии, Уильяма и Мэри, и Университете штата Пенсильвания (ILMUNC), и выиграл награду за лучшую большую делегацию на WMHSMUN XXII и XXIII и эквивалентную награду на VAMUN. TJHSST в модель ООН также выиграл награду Выдающейся большой делегации на ILMUNC XXVI. TJMUN проводит свою собственную конференцию каждую весну, TechMUN. TJMUN выиграл серию местных конференций, которая простирается назад к началу последнего десятилетия. TJMUN известен выпуском большого количества невероятно успешных делегатов.

### Будущие бизнес-лидеры Америки (FBLA)
FBLA является вторым по величине клубом в школе Джефферсон с более чем 100 постоянных участников. Он известен своим ежегодным мероприятием MarketPlace, в котором ученики продают продукцию другим ученикам в школе, а также для привлечением многих приглашенных ораторов. Из-за строгих государственных правил и отсутствия школы бизнеса TJ, не допускаются участие в государственных конкурсах. TJHSST FBLA также участвует в мероприятии March of Dimes' March for Babies, проводимое в Вашингтоне каждый год. Они регулярно попадают в топ-3 пожертвований среди организаций старшеклассников.

### Спорт
На протяжении 2012-13 годов команды школы Джефферсон играли в лигах средних школ AAA Liberty District и Northern Region Вирджинии.   Начиная с 2013-14, произошла перегруппировка от VHSL школ для назначения плей-офф. Исторические соревнования  и чемпионаты будут продолжаться, но VHSL записи будут отражать (только) конференцию, регион и (шесть, в большинстве видов спорта) государственных чемпионов.
The Colonials хорошо известны сильными командами по кросс-кантри, плаванию и прыжкам в воду, гольфу, теннису. Кроме того, мужские футбольные команды выиграли в 2007 VHSL AAA State Championship, футбольная команда прошла в 2004, 2008 и 2012 в плей-офф 5 дивизиона Северного региона и в 2013 в плей-офф Region 5A-North, мужская баскетбольная команда прошла квалификацию в плей-офф 2012 AAA Northern Region, а мужская команда по лакроссу постоянно участвует в региональных плей-офф.
TJ Crew является доминирующей командой по академической гребле в Вирджинии. И женская и мужская команды завоевывали медали на престижных соревнованиях Stotesbury Cup Regatta и регате Scholastic Rowing Nationals.
Мужская теннисная команда становилась чемпионами районных чемпионатов на протяжении 10 лети (2002-2011), выиграла 7 из 14 региональных чемпионатов в период с 2000 по 2013 год, была финалистом чемпионата штата в 2010 году и выиграла чемпионат штата в 2013 году.
В 2002 году TJHSST стала первой школой, которая победила на чемпионате штата по плаванию и прыжкам в воду как среди мальчиков, так и среди девочек.

## Награды и присуждения
- Лучшая старшая школа — 2004, PrepReview[11]
- Лучшая старшая школа изданием с 2007 по 2009 гг., U.S. News and World Report
- Лучшая государственная школа — 2014, Newsweek
- 3-е место в списке лучших государственных школ и 2-е место в списке школ с научно-техническим и математическим уклоном — 2015, U.S. News in 2015[12]

## Известные выпускники
- Эшли Миллер, 1989, сценарист («Тор», «Люди Х: Первый класс», «Андромеда»)
- Рави Шанкар, 1992, поэт
- Говард Лерман, 1998, предприниматель, основатель Yext и Intwine
- Сандра Бисли, 1998, американская поэтесса, 2009
- Эрик Фройлих, 2002, победитель Мировой серии покера
- Христо Лэндри, 2004, профессиональный бегун на длинные дистанции
- Владимир Тенев, 2004, сооснователь Robinhood Markets
- Эндрю Салискар, 2015, американский пловец

## Известные гости
- Рональд Рейган, 40-й президент Соединенных Штатов, посетил школу в 1986 году и обратился к общешкольному собранию, во время которого, предварительно выбранная группа учеников смогла задать интересующие вопросы.
- Карл Саган, астроном и астрофизик, посетил и выступил с речью перед школьными лидерами на организационном совещании весной 1988 года.
- Валерий Кубасов, В 1992 году русский космонавт миссии Аполлон-Союз посетил школу.  Ученик  школы, говорящий на русском языке, был его переводчиком и гидом.
- Бенуа Мандельброт, французский и американский математик, создатель фрактальной геометрии.  Посетил школу в 1996 году и прочел лекцию.
- Альберт Гор, вице-президент США при Билле Клинтоне, посетил школа в 1999 году для прочтения главного доклада на выпускном вечере.
- Мэнди Мур, в 2000 году выступала с концертом в школе по результатам конкурса радио под эгидой ныне несуществующей местной WWZZ радиостанции (Z104).
- Мори Ёсиро, премьер-министр Японии, посетил школу в 2001 году.
- Джесси Джексон, 27 сентября 2001 года Джесси Джексон посетил школу. Выступил на общем школьном собрании на тему терактов 9/11 и рассказал о необходимости единства среди людей.
- Иэн Андерсон, музыкант из классической рок-группы Jethro Tull посетил школу 12 октября 2005 года, наряду с классическим скрипачом Лючия Микарелли.
- Арне Дункан, министр образования США, посетил TJHSST 28 мая 2009 года в качестве основного докладчика на первом tjSTAR (Симпозиум по развитию научных исследований).
- Лиза Перес Джексон, администратор Агентства по охране окружающей среды США, посетила школу 9 июня 2009 года.
- Стивен Чу, министр энергетики США посетил школу 8 сентября 2009 года, с речью о глобальном потеплении и росте населения мира.
- Харолд Вармус, лауреат Нобелевской премии в области медицины посетил школу 21 октября 2010 года, чтобы поговорить со учащимися школы.
- Барак Обама, 44-й президент Соединенных Штатов, посетил школу 16 сентября 2011 года, чтоб подписать закон  America Invents Act.